# Dendronephthya palmata
Dendronephthya palmata is een zachte koraalsoort uit de familie Nephtheidae. De koraalsoort komt uit het geslacht Dendronephthya. Dendronephthya palmata werd in 1952 voor het eerst wetenschappelijk beschreven door Utinomi. 